# Dömd att bli bedömd
Dömd att bli bedömd är ett musikalbum med den svenska reggae-artisten Syster Sol. Albumet släpptes 25 februari 2009 och är hennes första studioalbum som soloartist.

## Låtlista
| Nr  | Titel               | Längd |
| --- | ------------------- | ----- |
| 1.  | När vi kommer       | 3:47  |
| 2.  | Reflektioner        | 3:21  |
| 3.  | Fällan              | 4:01  |
| 4.  | Vad hände sen       | 3:57  |
| 5.  | Eko                 | 2:48  |
| 6.  | Dömd att bli bedömd | 3:28  |
| 7.  | Ding ding värld     | 3:33  |
| 8.  | Tro på det          | 4:29  |
| 9.  | Gillar din vibe     | 3:09  |
| 10. | Som vi gör          | 3:29  |